# Fenpiclonil
Fenpiclonil ist eine chemische Verbindung aus der Gruppe der Phenylpyrrole und ein 1988 von Ciba-Geigy eingeführtes Kontakt-Fungizid. Fenpiclonil wirkt durch Hemmung der MAP-Kinasen in der Signalkette.

## Geschichte
Fenpiclonil basiert ist ebenso wie Fludioxonil von Pyrrolnitrin abgeleitet, einem Sekundärmetaboliten des Bakteriums Pseudomonas pyrrocinia.

## Synthese
Zur Herstellung von Fenpiclonil wird zunächst 2,3-Dichloranilin im sauren Medium mit Natriumnitrit zum 2,3-Dichloranilindiazoniumsalz diazotiert. Dieses reagiert mit Acrylnitril und Kalilauge weiter. Das entstandene 2,3-Dichlorzimtsäurenitril reagiert mit Tosylmethylisocyanid (TosMIC) zu Fenpiclonil.

## Verwendung
Fenpiclonil wird überwiegend als Saatgutbeize gegen Schneeschimmelerreger, Steinbrand und Stängelbrand im Getreideanbau sowie gegen Rhizoctonia und Helminthosporium in Kartoffelanbau verwendet.

## Zulassung
Die EU-Kommission entschied 2002, Fenpiclonil nicht in die Liste der zulässigen Pflanzenschutzmittel-Wirkstoffe aufzunehmen. In Deutschland, Österreich und der Schweiz sind keine Pflanzenschutzmittel mit diesem Wirkstoff zugelassen. Fenpiclonil war unter dem Handelsnamen Beret erhältlich, ist aber seit 2003 nicht mehr in Deutschland zugelassen.

## Externe Links zu erwähnten Verbindungen
1. ↑  Externe Identifikatoren von bzw. Datenbank-Links zu 2,3-Dichlorzimtsäurenitril:  CAS-Nr.: 74738-23-1, Wikidata: Q125984297.